# اثر آبشاری (بوم‌شناسی)
اثر آبشاری بوم‌شناختی (به انگلیسی: Ecological cascade effect)، مجموعه‌ای از انقراض‌های ثانویه است که با انقراض اولیه یک گونه کلیدی در یک اکوسیستم آغاز می‌شود. انقراض‌های ثانویه زمانی رخ می‌دهد که گونه‌های در معرض تهدید: وابسته به چند منبع غذایی خاص، همزیستی دوسویه (به گونه‌ای وابسته به گونه‌های کلیدی) یا مجبور به همزیستی با گونه مهاجمی باشند که به اکوسیستم معرفی شده‌اند. معرفی گونه‌ها به یک اکوسیستم بیرونی اغلب می‌تواند کل جوامع و حتی کل اکوسیستم‌ها را ویران کند. این گونه‌های بیگانه غیربومی منابع اکوسیستم را در انحصار خود دارند و از آنجایی که هیچ شکارچی طبیعی برای کاهش رشد خود ندارند، می‌توانند به‌طور نامحدود افزایش پیدا کنند. اولسن و همکاران نشان دادند که گونه‌های غیربومی باعث شده‌اند که اکوسیستم‌های دریاچه و مصب به دلیل از بین رفتن جلبک‌ها، خارچنگ‌ها، نرم‌تنان، ماهیان، دوزیستان و پرندگان از اثرات آبشاری عبور کنند. با این حال، علت اصلی اثرات آبشاری از دست دادن شکارچیان برتر به عنوان گونه کلیدی است. در نتیجه این تلفات، افزایش چشمگیر (رهاسازی اکولوژیکی) گونه‌های طعمه رخ می‌دهد. سپس طعمه می‌تواند از منابع غذایی خود بیش از حد بهره‌برداری کند، تا زمانی که تعداد جمعیت کاهش یابد، که می‌تواند منجر به انقراض شود. هنگامی که منابع غذایی طعمه ناپدید می‌شود، گرسنگی می‌کشد و همچنین ممکن است منقرض شود. اگر گونه طعمه گیاه‌خوار باشد، رهاسازی و بهره‌برداری اولیه آنها از گیاهان ممکن است منجر به از بین رفتن تنوع زیستی گیاهی در منطقه شود. اگر سایر جانداران در اکوسیستم نیز به عنوان منابع غذایی به این گیاهان وابسته باشند، این گونه‌ها نیز ممکن است منقرض شوند. نمونه‌ای از اثر آبشاری ناشی از نابودی یک شکارچی برتر در جنگل‌های گرمسیری آشکار است. هنگامی که شکارچیان باعث انقراض محلی شکارچیان برتر می‌شوند، تعداد جمعیت طعمه‌های شکارچی افزایش می‌یابد و باعث بهره‌برداری بیش از حد از یک منبع غذایی و اثر آبشاری از بین رفتن گونه‌ها می‌شود. مطالعات اخیر روی رویکردهای کاهش آبشارهای انقراض در شبکه‌های زنجیرهٔ غذایی انجام شده‌است.